# Tomàs Rosés i Ibbotson
Tomàs Rosés i Ibbotson   (Liverpool, 1883 - Barcelona, 17 de març de 1948) va ser un banquer i empresari tèxtil, que va ser president del Futbol Club Barcelona entre 1929 i 1930.

## Biografia
Tomàs Rosés era el fill gran de Ramon Rosés Feliu i Flora Ibbotson Wright. Pertanyia a una nissaga d'industrials catalans iniciada el 1837 amb el seu besavi, Josep Rosés Trinxet, fundador d'una companyia metal·lúrgica que posteriorment va ampliar amb una fàbrica de teixits de cotó anomenada Rosés i Companyia, S.C., que es va convertir en una important colònia industrial a Cornellà de Llobregat.
En la seva joventut, el seu pare el va enviar a Anglaterra a treballar en una empresa de teixits de cotó, arribant-hi a ocupar el càrrec de director d'una gran filatura. Amb l'experiència adquirida, va tornar a Catalunya per treballar a les ordres del seu pare, introduint millores en la qualitat i productivitat de la fàbrica tèxtil que els Rosés tenien a Cornellà.
El 1914 Ramon Rosés es va retirar del negoci, deixant l'empresa tèxtil en mans del seu fill Tomàs i els seus germans, Manuel i Antonio, els quals van canviar el nom de la companyia a Germans Rosés S.C. El 1921, després de la mort del seu pare, Tomàs Rosés va comprar les participacions dels seus germans i va prendre el control total del negoci, que va transformar en la societat Cotonera Tomàs Rosés S.A..
Paral·lelament, va expandir el negoci familiar en el sector financer. Si bé el departament comercial de l'empresa tèxtil Rosés i Companyia ja realitzava operacions financeres des del segle xix, va ser el 1930 quan es va convertir plenament en banca comercial, en constituir-se la societat anònima Banca Rosés, S. A., amb Tomàs Rosés com a gerent.

### Presidència del FC Barcelona
Tomàs Rosés va tenir un paper actiu en la vida social barcelonina, sent membre de la junta del Gran Teatre del Liceu. Era un home esportista i va organitzar i participar en regates nàutiques. Aficionat també al futbol, el 1928 va ingressar en la junta directiva del Futbol Club Barcelona que presidia Arcadi Balaguer, qui va dimitir un any més tard. L'assemblea del 23 de març de 1929 va triar Rosés com el seu successor a la presidència. La seva primera decisió, només accedir al càrrec, va ser contractar l'anglès James Bellamy com a entrenador del primer equip, perquè Romà Forns havia renunciat a la banqueta amb la marxa de Balaguer. Amb prou feines 3 mesos després, el 30 de juny de 1929, el club es va proclamar campió de la primera edició de la lliga espanyola.
La temporada 1929/30 es va iniciar també amb èxit, amb la conquesta del campionat de Catalunya. La ratxa triomfal semblava tenir continuïtat en la lliga, amb una arrencada brillant de sis victòries consecutives —el millor inici en la història del club fins a 2013— fins que els blaugranes van encadenar dues derrotes, davant el RCD Español (4-0) i el Reial Madrid (1-4). La directiva va reaccionar contundentment, anunciant que alguns futbolistes serien apartats de l'equip en la segona volta de la lliga pel seu baix rendiment. La junta de Rosés va aplicar severes sancions davant qualsevol acte d'indisciplina, com una multa de 300 pessetes a Ramon Guzmán per baix rendiment, una de 250 pessetes a Enric Mas per viatjar a Palafrugell per visitar la seva família sense permís del club o una multa de 25 pessetes a Josep Saló per acudir a un saló de ball. Finalment, els jugadors van esclatar en una gran revolta contra la directiva.
Tota la plantilla professional del club, formada per una quarantena de futbolistes, va fer arribar als mitjans de comunicació una carta on defensava la seva professionalitat i criticava durament les actuacions de la directiva i, especialment, del president Rosés:
| « | S'ha dit per individus de la junta actual que les derrotes que hem rebut recentment a mans de l'Espanyol i el Real Madrid eren degudes a un "plante" per part nostra. Això, com és natural, ens ha ferit en el més profund dels nostres sentiments, sobretot quan infinites vegades hem manifestat el nostre amor al club […] Si haguéssim d'exposar totes les desconsideracions de què hem estat objecte, no acabaríem mai […] La junta directiva actual ens ha fet moltes promeses i no n'ha complert cap. Encara esperem el premi que el president ens va prometre després d'un triomf contra l'Espanyol, poc després d'assumir la presidència. El senyor Rosés ha confós un club de futbol amb una casa de comerç i ha caigut en injustícies i desconsideracions, que han estat la causa dels antagonismes que en alguna ocasió s'han produït entre els jugadors. S'ha muntat al voltant nostre un lamentable servei d'espionatge […] Els desencerts i la política que segueix la junta directiva actual porten el club a la més gran de les humiliacions i vergonyes. | » |

La resposta no menys contundent de Rosés i la seva junta va ser suspendre de sou durant catorze dies als signants del comunicat. Únicament la mediació del futur president Josep Suñol va permetre signar la pau, una vegada que els futbolistes es van retractar de les seves acusacions. Tanmateix, va ser massa tard per redreçar la situació esportiva, i l'Athletic Club va aprofitar les tensions internes barcelonistes per conquistar la lliga i la copa.
Tomàs Rosés va haver de deixar la presidència del FC Barcelona en l'assemblea del 30 de juny de 1930, a causa de la rotació de càrrecs que imposava el reglament intern de l'entitat. Va ser nomenat soci de mèrit del club i Gaspar Rosés va ser triat com el seu successor en la presidència.